# Locmélar
 Locmélar  (en bretón Lokmelar) es una población y comuna francesa, situada en la región de Bretaña, departamento de Finisterre, en el distrito de Morlaix y cantón de Sizun.

## Demografía
| 470 | 445 | 356 | 349 | 455 | 469 |
| Para los censos de 1962 a 1999 la población legal corresponde a la población sin duplicidades (Fuente: INSEE [Consultar]) |     |     |     |     |     |